# Santa Llúcia Sacosta
Santa Llúcia Sacosta és una església del municipi de Girona inclosa en l'Inventari del Patrimoni Arquitectònic de Catalunya.

## Descripció
Primitivament era una petita església de 8 m de llargada per 5 m d'amplada. Amb l'ampliació del segle xvi esdevé una església de planta quadrada amb tres naus separades per columnes cilíndriques de poc gruix i molt baixes. L'absis és rectangular així com la portada que té un gran porxo hi ha la llinda del temple. El campanar, destruït per un llamp, fou restaurat al segle xix, afegint-se un cos molt estret d'estil modernista. S'hi puja per una escala de cargol, des d'una capçalera, fins a la casa del sagristà que té entrada per una part del campanar.

## Història
Segurament havia estat un temple de Venus que els cristians van dedicar al seu culte en temps de Constantí. És possible que la primitiva església fos edificada al s. VIII. Reedificació al s. XII, fou parròquia i tenia com a sufragània a l'església de Campdorà, estant sota l'advocació de Santa Eulàlia de Mèrida. Durant temps hi va haver un prostíbul. El 13 de juliol de 1336 Pere el Cerimoniós prohibeix que les dones públiques exerceixin "fora de la costa de Sta. Eulàlia". El bisbe Arnau volia que expulsessin les dones públiques d'aquell indret, però el rei ratificà la decisió municipal. Va partir greus desperfectes durant el setge de 1809.
El 1842 va ser suprimida la parròquia i el seu terme incorporat al de Sant Feliu de Girona.